# Elaphoglossum subsessile
Elaphoglossum subsessile är en träjonväxtart som först beskrevs av Bak., och fick sitt nu gällande namn av Carl Frederik Albert Christensen. Elaphoglossum subsessile ingår i släktet Elaphoglossum och familjen Dryopteridaceae. Inga underarter finns listade.